# Knut Peyron
Edvard Svante Knut Peyron, född 22 januari 1831 i Nyköping, död 13 december 1914 i Stockholm, var en svensk sjömilitär. Han var son till Gustaf Peyron den äldre, bror till Gustaf Peyron den yngre, far till Edward Peyron och Henry Peyron samt farfar till Claës Peyron.
Peyron blev sekundlöjtnant vid Flottan 1849, premiärlöjtnant 1857, kommendörkapten av andra graden 1872, kommendör 1884, konteramiral 1889, viceamiral 1897 och erhöll avsked 1899. Han var 1851–1852 anställd i fransk tjänst, 1872–1873 marinattaché i London, 1875–1880 chef för Sjöförsvarsdepartementets kommandoexpedition och 1887–1889 chef för Marinförvaltningen. Peyron var ledamot av ett flertal kommittéer, bland annat kommittén för sjöförsvarets ordnande 1880–1882, minkommittén 1885 och sjökrigsmaterielkommittén som ordförande 1892. Han är begravd på Norra begravningsplatsen utanför Stockholm.

## Utmärkelser

### Svenska utmärkelser
- Konung Oscar II:s jubileumsminnestecken, 1897.[6]
- Kommendör med stora korset av Svärdsorden, 1 december 1895.[6]
- Kommendör av första klassen av Svärdsorden, 1 december 1887.[6]
- Riddare av Svärdsorden, 1 december 1874.[6]
- Riddare av Nordstjärneorden, 6 juni 1882.[6]

### Utländska utmärkelser
- Kommendör av första klassen av Badiska Zähringer Löwenorden, 27 november 1882.[6]
- Kommendör av andra graden av Danska Dannebrogorden, 20 juli 1880.[6]
- Kommendör av Franska Hederslegionen, 27 juli 1891.[6]
- Riddare av Franska Hederslegionen, 14 augusti 1853.[6]
- Kommendör av Luxemburgska Ekkronans orden, 3 augusti 1874.[6]
- Riddare av andra klassen med kraschan av Preussiska Röda örns orden, 27 juli 1888.[6]
- Riddare av tredje klassen av Ryska Sankt Annas orden, 15 september 1865.[6]
- Riddare av Waldeckska Förtjänstorden, 30 augusti 1875.[6]